# Daucus edulis
Monizia edulis
Espèce
Synonymes
- Monizia edulis Lowe
- etc.

Statut de conservation UICN

CRD : 
En danger critique
Daucus edulis (synonyme Monizia edulis) est une espèce de plantes à fleurs de la famille des Apiaceae.
Longtemps considérée comme la seule espèce du genre Monizia, fusionné par certains auteurs dans les genres Thapsia et Melanoselinum, elle est depuis 2016 rattachée au genre Daucus, dans la sous-tribu des Daucinae. Au sein des plantes de ce groupe, en majorité herbacées, Daucus edulis a pour particularité d'être ligneuse et arborescente, caractère qu'elle partage uniquement avec Daucus decipiens, originaire des Açores et de Madère.
Daucus edulis est endémique de Madère, ce qui fait d'elle une espèce très rare, classée par l'UICN « en danger critique d'extinction » (CR). En effet, l'habitat de l'espèce, les falaises rocheuses, est en déclin à cause du développement des infrastructures, des activités de loisirs, de l'invasion d'espèces exotiques et des aléas naturels.

## Taxonomie
L'espèce est décrite en premier en 1856 par le naturaliste britannique Richard Thomas Lowe, dans Hooker's journal of botany and Kew Garden miscellany, vol. 8 (lire en ligne), p. 295, qui la présente comme la seule espèce du genre Monizia, sous le basionyme Monizia edulis. Elle est par la suite classée dans les genres Thapsia et Melanoselinum. En effet, plusieurs auteurs ont envisagé différents arrangements taxonomiques, en fusionnant le genre Monizia avec Thapsia ou avec Melanoselinum. Cependant, des données moléculaires ont suggéré une séparation nette entre Monizia, Melanoselinum et Thapsia mais aussi Tornabenea, un genre endémique des îles du Cap-Vert. En 2016, une étude menée par Aneta Wojewódzka, Jean-Pierre Reduron, Łukasz Banasiak et Krzysztof Spalik reclasse l'espèce dans le genre Daucus sous le nom binominal Daucus edulis, considéré comme correct.

### Étymologie
Le nom générique Monizia est un hommage à J. M. Moniz, botaniste et horticulteur étudiant la flore indigène de Madère, engagé dans l'introduction de plantes nouvelles ou rares dans l'île, et dans la promotion de la diffusion des connaissances agricoles et horticoles parmi ses compatriotes.

### Sous-espèces
En 2014, quatre sous-espèces de Monizia edulis sont décrites et illustrées par José Augusto Carvalho et Francisco Fernandes, sur la base de traits morphologiques : deux sur l'île de Madère, à savoir M. edulis subsp. isambertoi et M. edulis subsp. giranus ; une sur Deserta Grande, à savoir M. edulis subsp. edulis ; et une sur Porto Santo, à savoir M. edulis subsp. santosii. Ils distinguent ces nouveaux taxons par leurs différences de longueur de tige et d'ombelle, le degré de division des feuilles radicales et la disposition des segments ultimes, les dimensions des dents du calice, l'orientation et la longueur du style, la taille, la forme et la texture des méricarpes, et la taille et la forme de leurs côtes. Le statut de ces sous-espèces est suspendu à la suite du renommage de l'espèce dans le genre Daucus. Selon GBIF (3 mars 2021), ce sont des synonymes ; selon Plants of the World online (POWO) (3 mars 2021), leur statut est irrésolu.

### Synonymes
Daucus edulis a donc pour synonymes :
- Melanoselinum edule (Lowe) Drude, 1898[1]
- Melanoselinum moniza A.Chev., 1935[1]
- Monizia edulis Lowe, 1856[1],[4]
- Monizia edulis subsp. giranus J.A.Carvalho & F.Fern.[4]
- Monizia edulis subsp. isambertoi F.Fern. & J.A.Carvalho[4]
- Monizia edulis subsp. santosii F.Fern. & J.A.Carvalho[4]
- Thapsia decipiens Hook.f., 1867[1],[4]
- Thapsia edulis (Lowe) G.Nicholson, 1887[1],[4]
- Thapsia melanoselina Masf., 1881[1],[4]
- Thapsia moniza Masf., 1881[1]

## Description

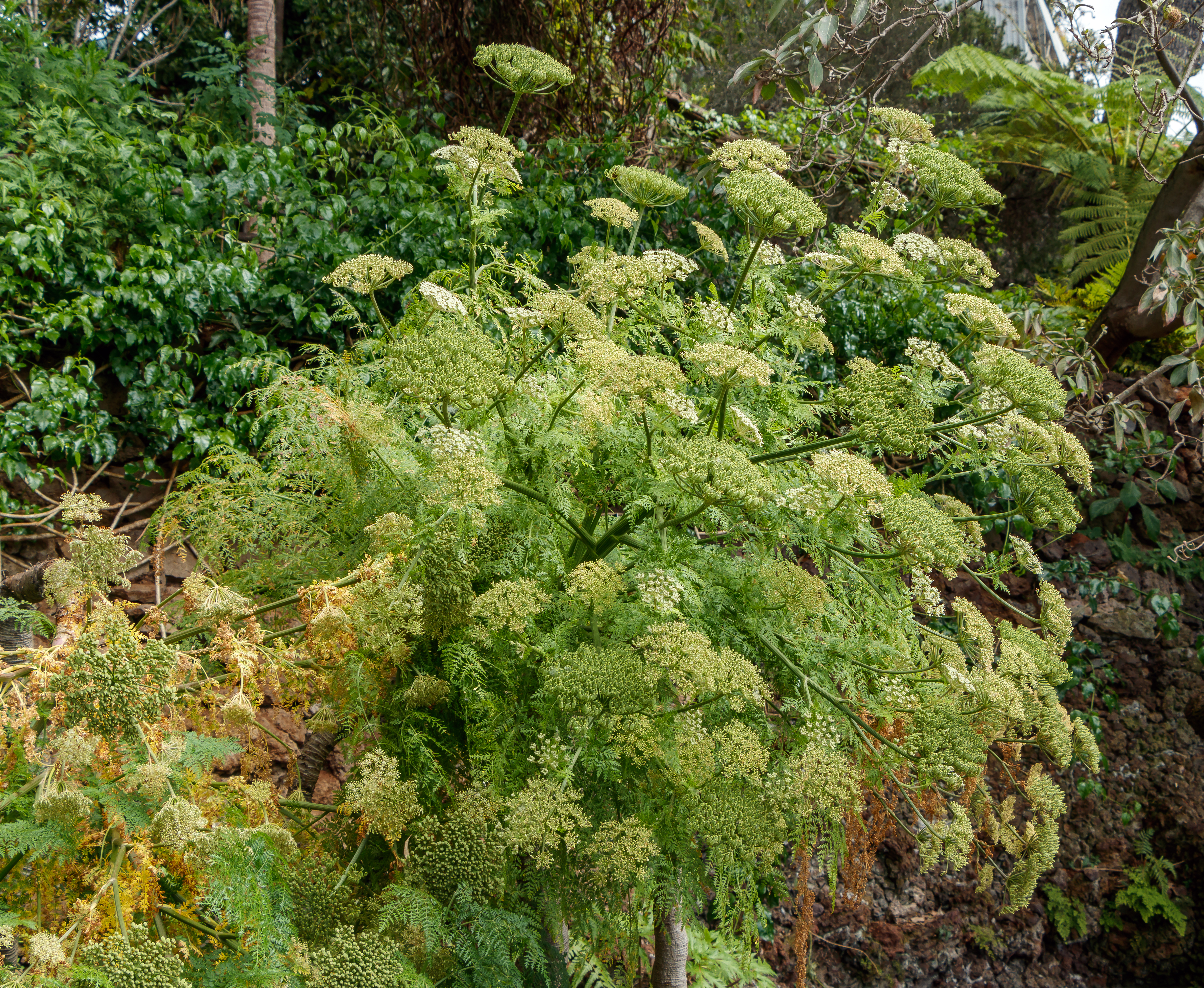
Port général.
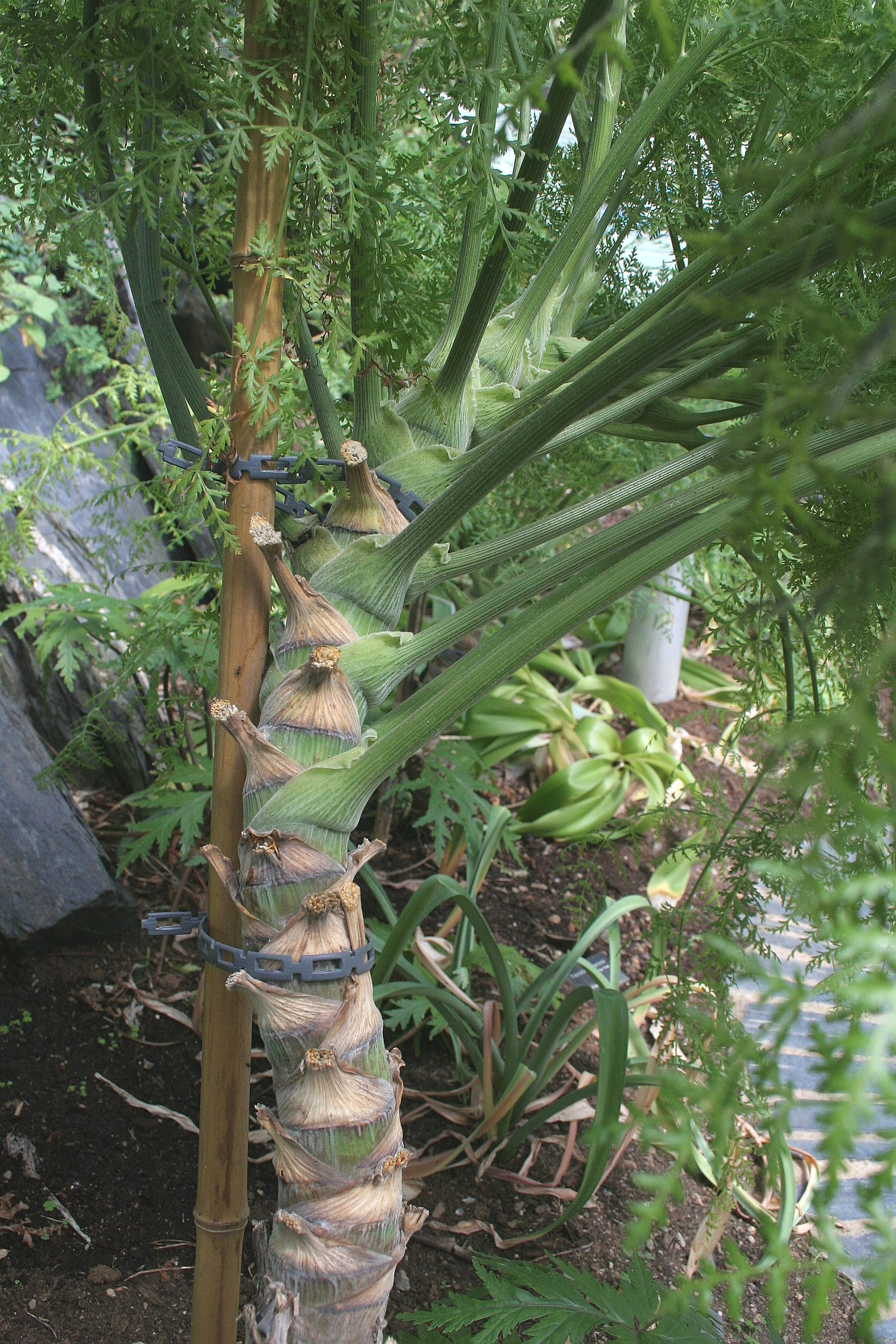
Détail de la tige.
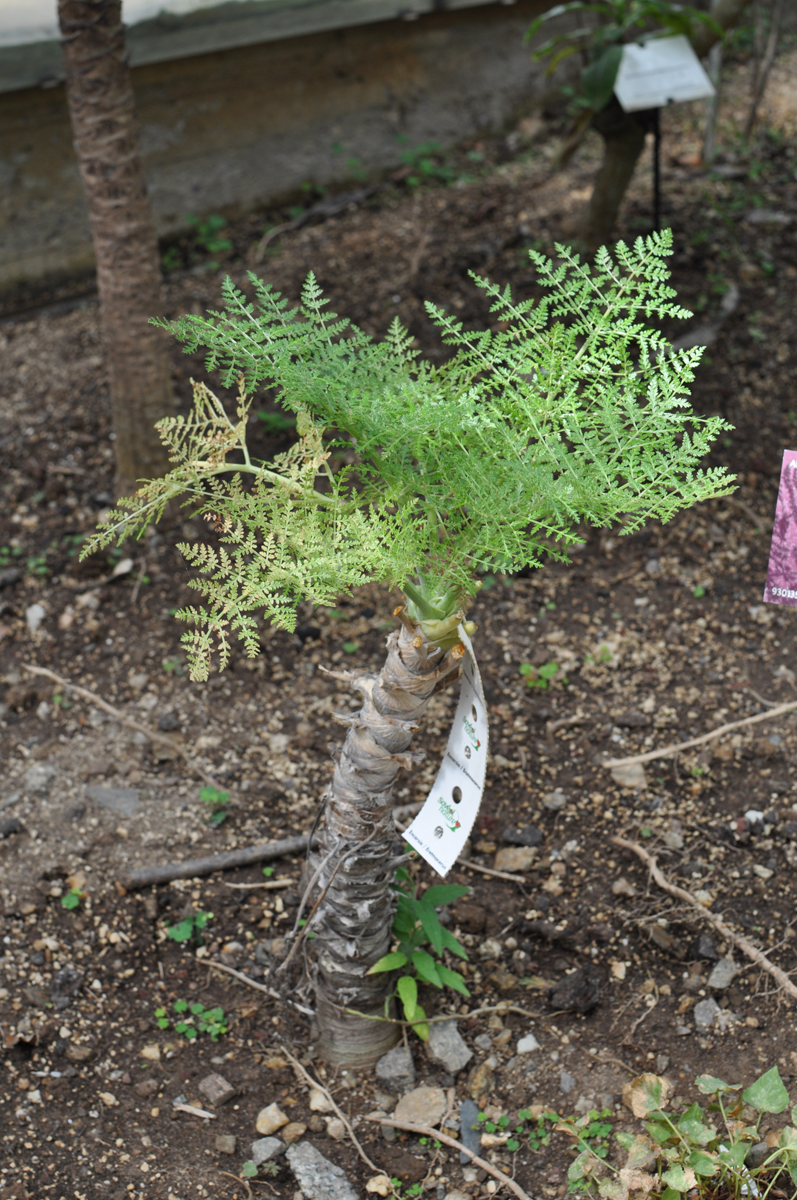
Jeune pousse.
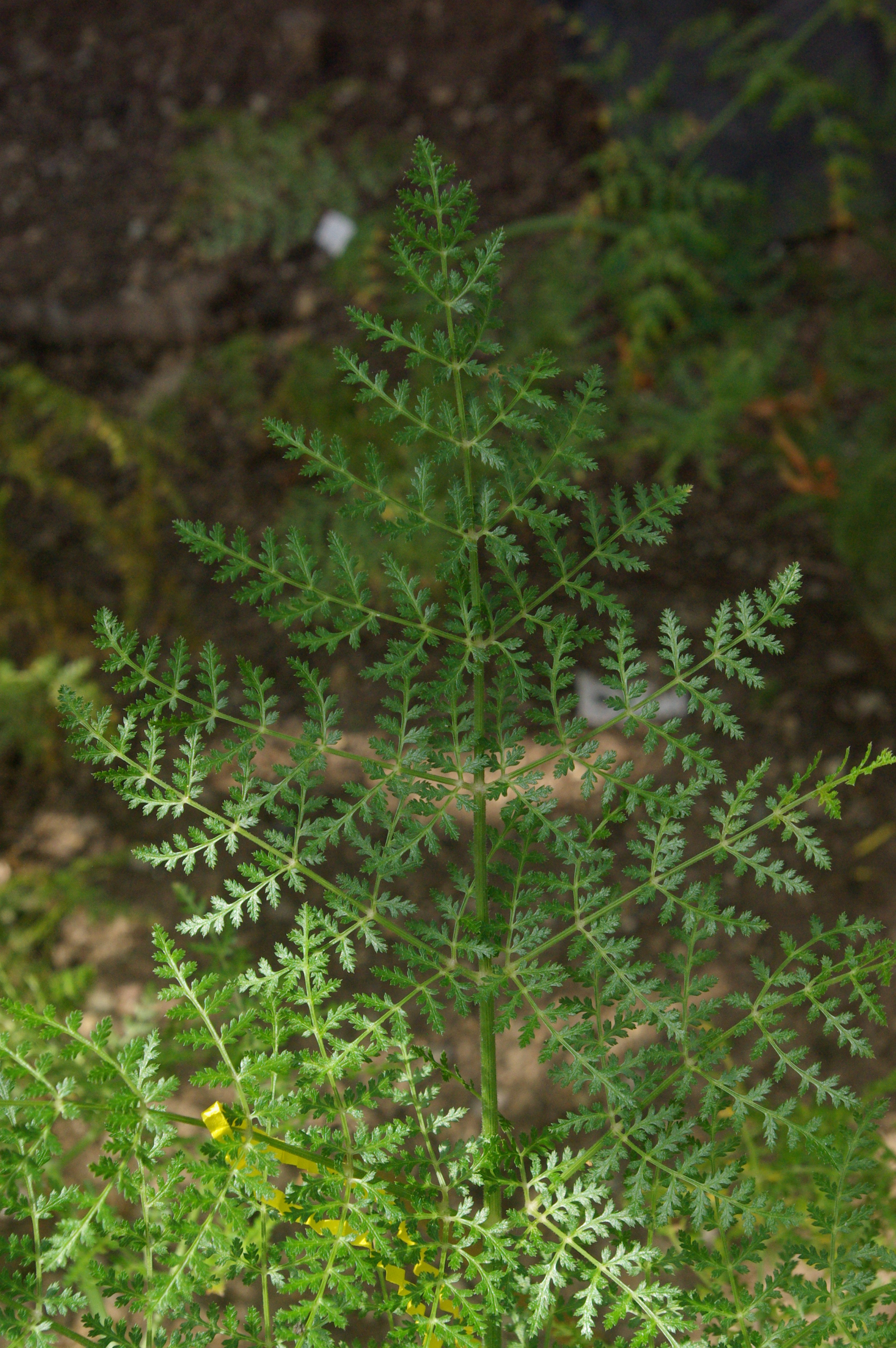
Feuille.
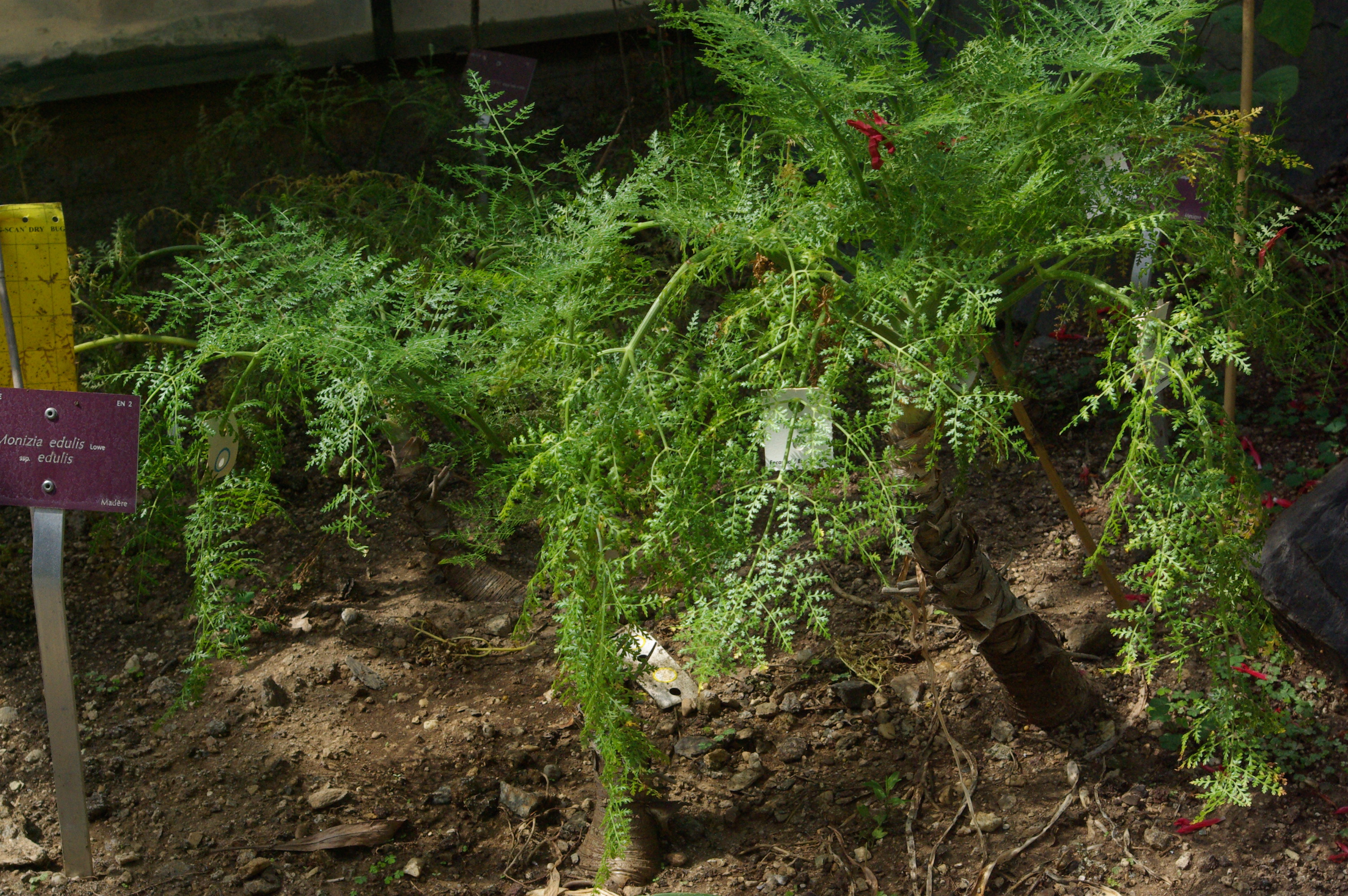
Feuillage.

Le feuillage est large et élégant, verni, semblable à celui d'un fougère, s'approchant le plus près de Daucus decipiens, tant par ses caractères botaniques que par son port. La tige ligneuse est cependant beaucoup plus courte, plus épaisse et obèse, au lieu d'être haute et cylindrique, et le feuillage finement divisé est très différent et particulier, les feuilles largement triangulaires ressemblant à des frondes de Balantium culcita (Sw.), Klfs. Elle fleurit au début du printemps. En juin, les fleurs sont partout et les graines sont presque ou assez mûres.
Daucus edulis appartient à la sous-tribu des Daucinae, qui comprend principalement des espèces herbacées, à l'exception notable de deux arborescentes, Daucus decipiens et Daucus edulis. L'arbre phylogénétique moléculaire montre clairement que ces espèces sont sœurs et représentent une lignification secondaire, c'est-à-dire que leur ancêtre était herbacé. Le bois de Daucus decipiens, végétal et fleuri, est poreux et diffus, avec des rayons constitués de cellules procombantes ; les vaisseaux présentent des piqûres alternées. La longueur des éléments des vaisseaux augmente avec la distance de la moelle : une condition rare chez les espèces secondaires ligneuses. La moelle est étroite et parenchymateuse, tandis que l'écorce est plutôt mince. La tige de D. edulis se compose principalement de vaisseaux peu nombreux, alignés en rangées radiales, enchâssés dans un parenchyme à paroi mince (au stade végétatif) ou dans des fibres (au stade de la floraison), entrecoupés de rayons larges et omniprésents composés de cellules mixtes carrées, dressées et de quelques cellules procombantes. Les éléments des vaisseaux présentent des piqûres opposées à celles des scalariformes. La moelle occupe une proportion considérable de la section transversale de la tige et l'écorce est épaisse et liègeuse. D. decipiens et D. edulis diffèrent par la hauteur maximale et la taille des feuilles. Daucus decipiens peut atteindre 2 (−3) m tandis que D. edulis atteint la hauteur de 1,2 m. La première a également des feuilles plus grandes que la seconde.

## Habitat et écologie
Cette plante pousse sur des falaises rocheuses et des terrasses. Elle est caractéristique de l'habitat classé 1250 par la directive « Habitats » « Falaises marines végétalisées avec une flore endémique des côtes macaronésiennes ».

## Répartition
Cette espèce est endémique de Madère et de la Deserta Grande où son aire de répartition recouvre 226 km2. Elle se rencontre dans deux localités de Madère : dans le massif montagneux central et dans un îlot de la côte nord, et sur des falaises rocheuses à Deserta Grande, jusqu'à 300 m d'altitude. Le genre Monizia a été initialement enregistré sur une seule île de l'archipel de Madère ; il a ensuite été signalé sur deux autres îles du même archipel et également dans l'archipel de Selvagens. Sa présence aurait également été constatée sur l'un des îlots de Porto Santo.

## Menaces et conservation
Lorsqu'il décrit l'espèce, Lowe la considère déjà comme en danger de disparition : 

« Il y a lieu de craindre que la plante disparaisse bientôt. Elle est déjà rare ; et ce n'est qu'à un seul endroit que j'ai réussi à l'apercevoir distinctement, poussant dans des fissures ou sur des rebords, loin sur la face de la falaise perpendiculaire, haute de 1 200 ou 1 500 pieds, qui forme la digue orientale de la Deserta Grande, à 200 pieds ou plus en dessous du bord. »

L'habitat de l'espèce, les falaises rocheuses, est en déclin à cause du développement des infrastructures, des activités de loisirs et de l'invasion d'espèces exotiques. La collecte, les incendies, les sécheresses, les tempêtes et les glissements de terrain sont autant de menaces supplémentaires pour cette espèce. Malgré une tendance à la hausse, la population totale compte en 2011 moins de 50 individus matures et cette plante est donc évaluée comme « en danger critique d'extinction » (CR) par l'Union internationale pour la conservation de la nature (UICN).
L'espèce, sous le nom Monizia edulis, figure à l'annexe II de la directive « Habitats » et à l'annexe I de la Convention relative à la conservation de la vie sauvage et du milieu naturel de l'Europe.
Selon l'UICN, les mesures de conservation nécessaires pour cette espèce sont la protection, la restauration et la gestion des habitats, les programmes de rétablissement des espèces et les campagnes de sensibilisation du public. La biologie et l'écologie de l'espèce, la dynamique des populations et le niveau de prélèvement doivent être étudiés.

## Usages
Les longues subdivisions courbées, en forme de corne, de la racine peu ramifiée sont consommées au XIXe siècle soit bouillies, soit crues. Elles sont noires à l'extérieur, blanches à l'intérieur et subfarineuses, et sont très recherchées par les pêcheurs et les cueilleurs d'orchidées qui se rendent à la Deserta Grande, lorsque le mauvais temps les empêche d'obtenir de meilleures pousses à Madère. Elle ne peut être ramassée que par des experts, descendue par des cordes du haut des hautes barrières de falaise qui ceinturent l'île. La racine non bouillie a le même goût que le tubercule de Bunium denudatum DC ; lorsqu'elle est bouillie, elle semble filandreuse et insipide, comme un mauvais panais. Elle est beaucoup plus sèche, dure et fibreuse qu'une carotte. Les Portugais l'appellent cependant Cenoula da Rocha, la « Carotte des rochers ».

## Composants
Durant la floraison de la plante, les monoterpènes sont les composants les plus abondants des deux huiles essentielles des feuilles (57%) et des inflorescences (51%). Le γ‐Terpinène (37 % et 44 % des deux huiles, respectivement) et la myristicine (18 % et 40 % respectivement) en sont les composants prédominants. La fraction sesquiterpène de l'huile des feuilles (16%) est dominée par le zingiberène (8%) et le β-caryophyllène (7%), tandis que celle de l'huile des inflorescences (4%) a pour composant principal le β-caryophyllène (4%). Pendant la phase végétative de la plante, la myristicine (37%) est le principal composant de l'huile essentielle isolée des feuilles. Dans cette huile, les monoterpènes représentent 40 %, le γ-terpinène (21 %) et le trans-β-ocimène (14 %) étant les principaux composants. La fraction de sesquiterpène est alors plutôt faible (9 %), et le β-caryophyllène (8 %) est le composant le plus abondant. Les n-alcanes (14 %) constituent une autre fraction importante de cette huile.